# Малярная лента

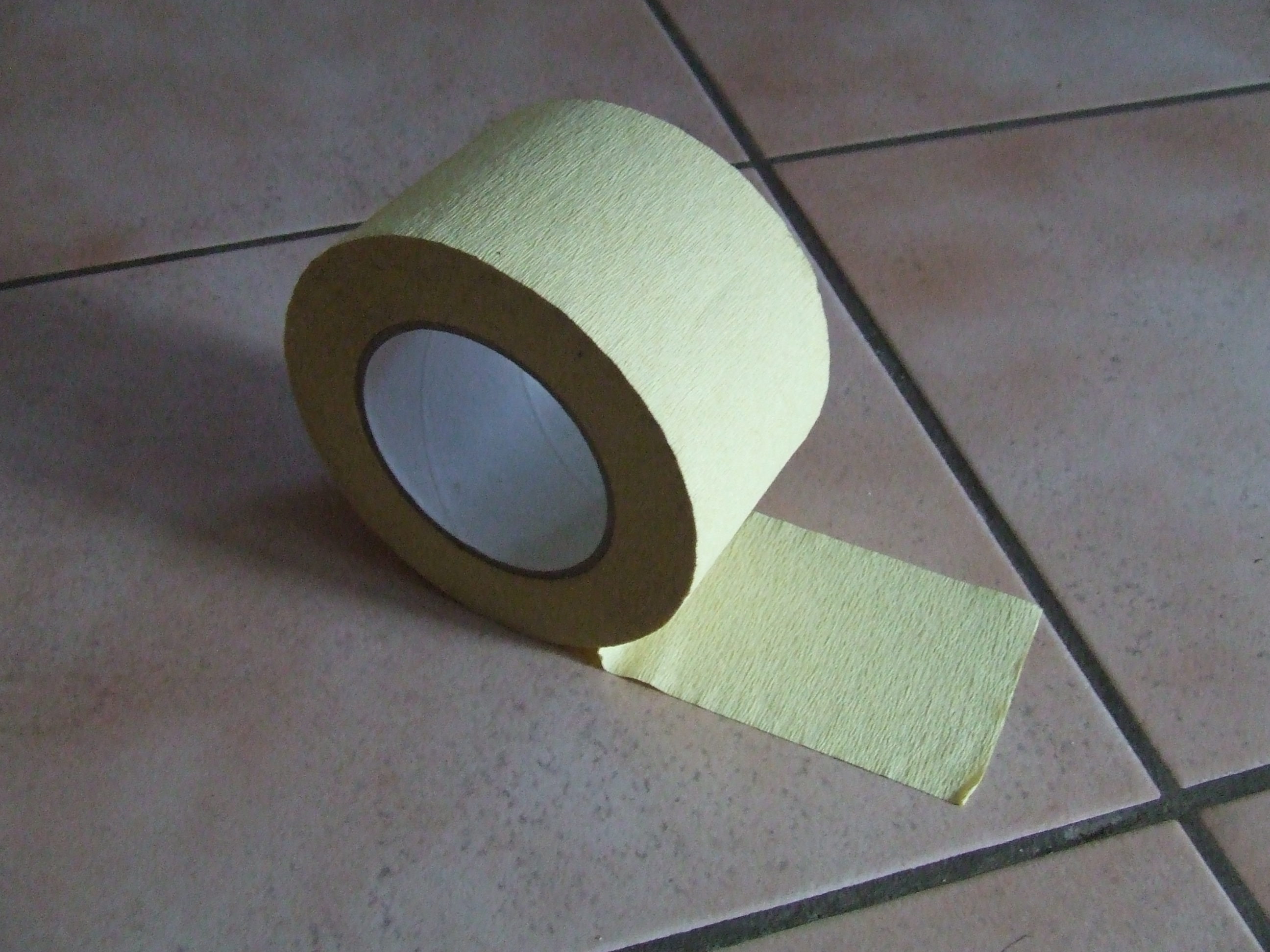
Малярная лента

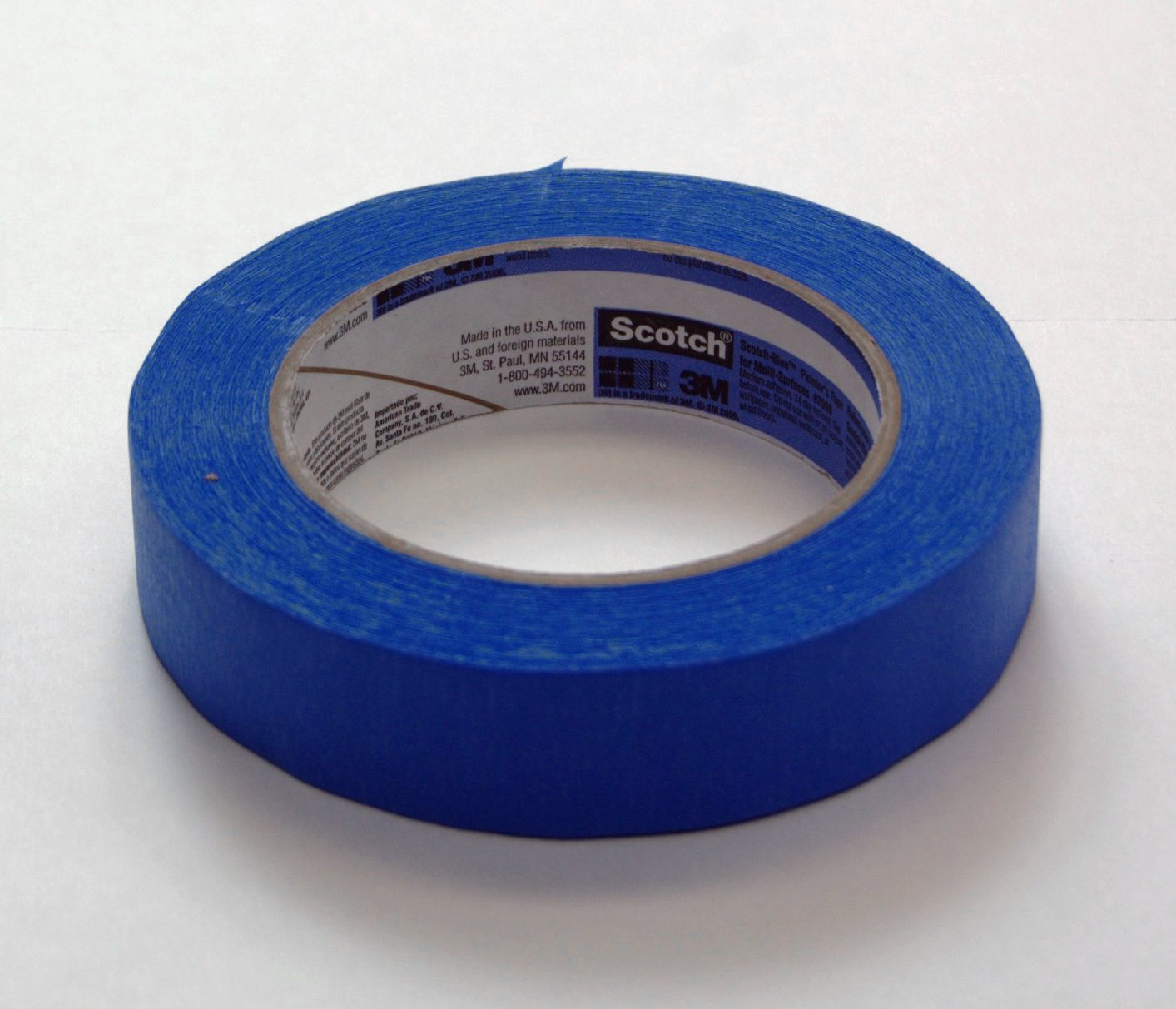
Малярная лента, используется для защиты границ при окраске

Малярная лента (англ. painter's tape), также известная как малярный скотч — разновидность самоклеящейся ленты на бумажной основе с невысокой степенью адгезии к поверхностям. Используется в основном при покраске для защиты площадей, которые не должны быть покрыты краской, а также для создания чётких краёв рисунка. Основная особенность ленты в её клеевом слое, который позволяет удалить ленту, не повреждая поверхность под ней. Лента выпускается в рулонах различной ширины, а также с различной степенью адгезии, указываемой по условной шкале 1-100. Для большинства задач достаточным является индекс 50. Бытовые серии лент отличает использование менее прочной бумаги и менее качественного клеевого покрытия.

## История
Малярная лента была изобретена Ричардом Дрю (Richard Drew) в 1925 году в компании 3M Дрю обратил внимание на рабочих при малярных работах с кузовом автомобиля, которые заклеивали части кузова, не подлежащие окраске, обёрточной бумагой. При удалении бумаги используемый ими клей иногда повреждал свежие слои краски под ней, что требовало последующей реставрации краски, увеличивая трудоёмкость малярных работ. Дрю понял, что требуется лента с менее клейким слоем.

## Использование
Для использования по прямому назначению, которое задумывалось, для защиты поверхностей от окраски, нужны специальные сорта малярной ленты. Специальные сорта позволяют получить очень четкие, тонкие и ровные линии при окраске, обычная малярная лента допускает подтекание краски вдоль края, что делает границу нечёткой, с произвольным неровным рисунком.
Чертёжная лента выглядит так же, как и обычная бытовая малярная лента, но менее липкая. Это позволяет закреплять чертежи и кальки на столе или на световом столе и затем удалять её без повреждений.
Бытовая малярная лента разделяется по срокам, которые может провести будучи наклеенной на поверхность без потери своих свойств. Доступны варианты в 1-, 3-, 7-, 14-, 30-, и 60- дней, варианты 7- и 14- дней наиболее распространённые. Ленты с более длительным сроком менее липкие, поэтому используются для наклейки на деликатные поверхности, такие как виниловые обои, или свежеокрашенные поверхности. Профессиональные (оформительские) малярные ленты часто имеют голубую или розовую расцветку, в отличие от бытовых вариантов, имеющих жёлтый или белый окрас. Использования спрея WD-40 — популярный способ для удаления клеевых остатков.
Малярная лента также используется для заклейки больших стеклянных панелей в ситуациях, когда есть риск их разбить и травмировать окружающих.

## Другие разновидности

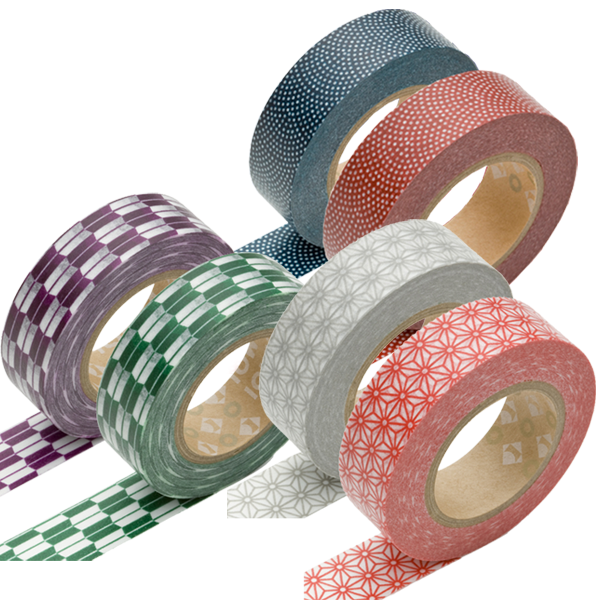
Малярная лента Васи

При использовании в качестве основы ленты полиэстеровой плёнки вместо бумаги лента может быть использована в более тяжёлых условиях. Ленты на базе полиэстера используются для защиты при травлении, нанесении покрытий, например в порошковой окраске. Ленты на базе полиимидных плёнок используются для защиты участков печатной платы при пайке и способны выдерживать контакт с расплавленным припоем. Стеклотканевые ленты используются для защиты поверхностей при пескоструйной обработке. Многослойные ламинированные ленты используются для защиты поверхностей при газотермическом напылении. Малярная лента также используется для временного крепления постеров на стену. Малярная лента может быть использована во множестве задач, не только связанных с окраской.
Используемый клеевой слой малярной ленты — ключевой параметр при подборе ленты под конкретную задачу. Существует три основных типа клеевых слоёв, с небольшими вариациями состава внутри каждого типа: резиновые, акриловые и силиконовые. Резиновые (каучуковые) клеи обладают наилучшей адгезией, но наименее термостойкие. Акриловые клеи обладают хорошей липкостью от низких температур, вплоть до примерно 150 °C. Силиконовые клеи обладают отменной термостойкостью, и позволяют применять их (с соответствующей термостойкой основой, например полиимидной) при температурах вплоть до 260 °C.
На сегодняшний день малярная лента используется в том числе и для оформительских целей, как например ленты с японским декоративным узором Васи.